# Pozo de aire
El término «bolsa de aire» o «pozo de aire» es una descripción sui géneris, inventada por un periodista durante la Primera Guerra Mundial.[cita requerida]
Aunque se tiene la sensación de que el avión se precipita muchos cientos de metros, en realidad es muy raro que sean más de cien metros. Lo que ocurre es que la caída es muy súbita. El cambio rápido de la dirección del viento en una distancia corta se llama «corte de viento», y es una turbulencia especialmente peligrosa durante el aterrizaje o el despegue, porque el avión tiene poco tiempo o poca altura para poder recuperar la normalidad.
- Datos: Q6083892